# Оксид хрома(IV)
Оксид хрома(IV), также диоксид хрома, двуокись хрома, — неорганическое соединение, оксид металла хрома с формулой CrO2, 
чёрные кристаллы, 
не растворимые в воде.

## Получение
- Нагревание гидратированного оксида хрома(III) в кислороде:

{\displaystyle {\mathsf {2Cr_{2}O_{3}\cdot nH_{2}O+O_{2}\ {\xrightarrow {350-400^{o}C}}\ 4CrO_{2}+2nH_{2}O}}}
- Разложение нитрата хрома(III) при нагревании:

{\displaystyle {\mathsf {2Cr(NO_{3})_{3}\ {\xrightarrow {400^{o}C}}\ 2CrO_{2}+6NO_{2}+O_{2}}}}
- Пиролиз хлористого хромила:

{\displaystyle {\mathsf {CrO_{2}Cl_{2}\ {\xrightarrow {360^{o}C}}\ CrO_{2}+Cl_{2}}}}

## Физические свойства
Оксид хрома(IV) образует чёрные кристаллы 
тетрагональной сингонии, 
пространственная группа P 42/mcc, 
параметры ячейки a = 0,4422 нм, c = 0,2918 нм, Z = 2.
Ферромагнетик, обладает металлической проводимостью, при 110°С переходит в парамагнитное состояние.
Не растворяется в воде.
Образует гидраты состава 2CrO2•H2O, 2CrO2•3H2O, CrO2•2H2O, 3CrO2•7H2O.

## Химические свойства
- Разлагается при нагревании:

{\displaystyle {\mathsf {4CrO_{2}\ {\xrightarrow {420-510^{o}C}}\ 2Cr_{2}O_{3}+O_{2}}}}
- При длительном кипячении реагирует с водой:

{\displaystyle {\mathsf {3CrO_{2}+2H_{2}O\ {\xrightarrow {100^{o}C}}\ 2CrO(OH)+H_{2}CrO_{4}}}}
или
{\displaystyle {\mathsf {3CrO_{2}\ {\xrightarrow {100^{o}C}}\ Cr_{2}O_{3}+CrO_{3}}}}
- Окисляет соляную кислоту:

{\displaystyle {\mathsf {2CrO_{2}+8HCl\ \xrightarrow {} \ 2CrCl_{3}+Cl_{2}\uparrow +4H_{2}O}}}

## Применение
- Как рабочее вещество в носителях магнитной записи.